# Пильчук, Алина Сергеевна
Али́на Серге́евна Пильчу́к (бел. Аліна Сяргееўна Пільчук; род. 27 июня 2000, Жодино, Беларусь) — белорусская биатлонистка, участница этапов Кубка мира. Кандидат в мастера спорта Беларуси.

## Карьера

### Юниорская
Алина выросла в Жодино. В возрасте тринадцати лет начала заниматься биатлоном. В 2014 году поступила в Плещеницкую государственную областную среднюю школу – училище олимпийского  резерва (тренер — Александр Чапковский).
В сборную Беларуси Пильчук начала привлекаться в 2018 году. В начале 2019 года Алина одержала победу в спринте, а позднее стала второй в гонке преследования. В конце января приняла участие в чемпионате мира среди юниоров, проходившем в словацком Брезно-Осрблье. В индивидуальной гонке стала 13-й, в спринте — 14-й и в преследовании — 24-й.
В сезоне 2019/2020 закрепилась в составе юниорской сборной. На чемпионате мира по летнему биатлону, проходившем в Раубичах, лучшим результатом стало 14-е место в спринте. Во время зимней части сезона выступала на юниорском Кубке IBU. На первом этапе в словенской Поклюке выступила следующим образом: индивидуальная гонка — 10-я (лучшее место в сезоне), спринт — 27-я. До конца сезона приняла участие ещё в трёх этапах.
В сезоне 2020/2021 приняла участие в чемпионате мира среди юниоров. Лучшим результатом стало 14-е место в спринте.
На стартовом этапе Кубка IBU сезона 2021/2022 в шведском Идре в двух спринтерских гонках допустила по промаху и финишировала 30-й и 44-й. В гонке преследования промахнулась три раза и стала 37-й. Последний старт в 2021 году прошёл в Обертиллиахе, где лучшим результатом Пильчук стало 19-е место в спринте.

### Взрослая
В апреле 2020 года привлекалась к сборам в составе национальной команды. Однако в конце мая было принято решение «не форсировать» подготовку юной биатлонистки.
7 января 2022 года дебютировала за национальную сборную на этапе Кубка мира в немецком Оберхофе, заняв 42-е место в спринтерской гонке . В гонке преследования Алине удалось улучшить результат и заработать свои первые очки в общий зачёт — 40-е место. На этапах в Рупольдинге и Антхольце-Антерсельве приняла участие в спринтерской и индивидуальной гонках соответственно, в которых заняла 64-е место.
24 января стало известно, что Алина заменит Ирину Кручинкину в сборной Беларуси на Олимпийских играх в Пекине. В гонках самого первенства участия не принимала.
В августе 2022 года вошла в состав сборной Беларуси на Кубок Содружества. На первом этапе в российском Сочи заняла 10-е место в масс-старте. В ноябре приняла участие в первом этапе Кубка России в Ханты-Мансийске, заняла 13-е место в спринте. Впоследствии выбыла из тренировочного процесса и не участвовала в соревнованиях из-за боли в плече.

## Личная жизнь
Есть брат. Учится в Белорусском государственном университете физической культуры. По состоянию на 2022 год, является стипендиатом Президентского спортивного клуба.

## Результаты

### Чемпионат мира среди юниоров
| Год  | Место проведения | Возр | Инд | Спр | Пр | МС | Эст |
| ---- | ---------------- | ---- | --- | --- | -- | -- | --- |
| 2019 | Брезно-Осрблье   | U19  | 13  | 14  | 24 | —  | 14  |
| 2020 | Ленцерхайде      | U21  | 20  | 22  | 32 | —  | 9   |
| 2021 | Обертиллиах      | U21  | 28  | 14  | 34 | —  | 6   |

## Статистика выступлений
| \| 2022/2023 Итоги \| 2022/2023 Итоги \| Сочи \| Сочи \| Сочи \| Раубичи \| Раубичи \| Раубичи \| Рязань \| Рязань \| Раубичи \| Раубичи \| Раубичи \| Раубичи \| Раубичи \| Раубичи \| Тюмень \| Тюмень \| Тюмень \| \| Очков \| Место \| Спр \| Пр \| МС \| Спр \| Пр \| МС \| Спр \| МС \| Спр \| Пр \| МС \| Спр \| Пр \| МС \| Спр \| Пр \| МС \| \| 244 \| 37 \| 13 \| LPD \| 10 \| — \| — \| — \| — \| — \| — \| — \| — \| — \| — \| — \| — \| — \| — \| |                 |      |      |      |         |         |         |        |        |         |         |         |         |         |         |        |        |        |
| 2022/2023 Итоги | 2022/2023 Итоги | Сочи | Сочи | Сочи | Раубичи | Раубичи | Раубичи | Рязань | Рязань | Раубичи | Раубичи | Раубичи | Раубичи | Раубичи | Раубичи | Тюмень | Тюмень | Тюмень |
| Очков | Место           | Спр  | Пр   | МС   | Спр     | Пр      | МС      | Спр    | МС     | Спр     | Пр      | МС      | Спр     | Пр      | МС      | Спр    | Пр     | МС     |
| 244 | 37              | 13   | LPD  | 10   | —       | —       | —       | —      | —      | —       | —       | —       | —       | —       | —       | —      | —      | —      |

| \| 2021/2022 Итоги \| 2021/2022 Итоги \| Эстерсунд \| Эстерсунд \| Эстерсунд \| Эстерсунд \| Эстерсунд \| Хохфильцен \| Хохфильцен \| Хохфильцен \| Анси \| Анси \| Анси \| Оберхоф \| Оберхоф \| Оберхоф \| Оберхоф \| Рупольдинг \| Рупольдинг \| Рупольдинг \| Антхольц \| Антхольц \| Антхольц \| ОИ Пекин (*) \| ОИ Пекин (*) \| ОИ Пекин (*) \| ОИ Пекин (*) \| ОИ Пекин (*) \| ОИ Пекин (*) \| Контиолахти \| Контиолахти \| Контиолахти \| Отепя \| Отепя \| Отепя \| Отепя \| Осло \| Осло \| Осло \| \| Очков \| Место \| Инд \| Спр \| Спр \| Пр \| Эст \| Спр \| Эст \| Пр \| Спр \| Пр \| МС \| Спр \| См \| Осм \| Пр \| Спр \| Эст \| Пр \| Инд \| Эст \| МС \| См \| Инд \| Спр \| Пр \| Эст \| МС \| Эст \| Спр \| Пр \| Спр \| МС \| См \| Осм \| Спр \| Пр \| МС \| \| 1 \| 106 \| — \| — \| — \| — \| — \| — \| — \| — \| — \| — \| — \| 42 \| — \| — \| 40 \| 64 \| — \| — \| 64 \| — \| — \| — \| — \| — \| — \| — \| — \| — \| — \| — \| — \| — \| — \| — \| — \| — \| — \| |                 |           |           |           |           |           |            |            |            |      |      |      |         |         |         |         |            |            |            |          |          |          |              |              |              |              |              |              |             |             |             |       |       |       |       |      |      |      |
| В таблице отражены места, занятые спортсменом на гонках биатлонного сезона. Инд — индивидуальная гонка Пр — гонка преследования Спр — спринт МС — масс-старт Эст — эстафета См — смешанная эстафета ОСм — одиночная смешанная эстафета DNS — спортсмен был заявлен, но не стартовал DNF — спортсмен стартовал, но не финишировал LPD — спортсмен был снят с дистанции по ходу гонки (для гонок преследования и масс-стартов) DSQ — спортсмен был дисквалифицирован отм — гонка была отменена — — спортсмен не участвовал в этой гонке |                 |           |           |           |           |           |            |            |            |      |      |      |         |         |         |         |            |            |            |          |          |          |              |              |              |              |              |              |             |             |             |       |       |       |       |      |      |      |
| 2021/2022 Итоги | 2021/2022 Итоги | Эстерсунд | Эстерсунд | Эстерсунд | Эстерсунд | Эстерсунд | Хохфильцен | Хохфильцен | Хохфильцен | Анси | Анси | Анси | Оберхоф | Оберхоф | Оберхоф | Оберхоф | Рупольдинг | Рупольдинг | Рупольдинг | Антхольц | Антхольц | Антхольц | ОИ Пекин (*) | ОИ Пекин (*) | ОИ Пекин (*) | ОИ Пекин (*) | ОИ Пекин (*) | ОИ Пекин (*) | Контиолахти | Контиолахти | Контиолахти | Отепя | Отепя | Отепя | Отепя | Осло | Осло | Осло |
| Очков | Место           | Инд       | Спр       | Спр       | Пр        | Эст       | Спр        | Эст        | Пр         | Спр  | Пр   | МС   | Спр     | См      | Осм     | Пр      | Спр        | Эст        | Пр         | Инд      | Эст      | МС       | См           | Инд          | Спр          | Пр           | Эст          | МС           | Эст         | Спр         | Пр          | Спр   | МС    | См    | Осм   | Спр  | Пр   | МС   |
| 1 | 106             | —         | —         | —         | —         | —         | —          | —          | —          | —    | —    | —    | 42      | —       | —       | 40      | 64         | —          | —          | 64       | —        | —        | —            | —            | —            | —            | —            | —            | —           | —           | —           | —     | —     | —     | —     | —    | —    | —    |

| \| Категория \| 2018/2019 Итоги \| 2018/2019 Итоги \| Новогрудок \| Новогрудок \| Новополоцк \| Новополоцк \| Новополоцк \| Новополоцк \| Новополоцк \| Новополоцк \| Раубичи \| Раубичи \| \| Девушки 2000—2001 \| Очков \| Место \| МС \| См \| МС \| См \| МС \| См \| Спр \| См \| МС \| См \| \| Девушки 2000—2001 \| 106 \| 1 \| 2 \| 9 \| 2 \| 9 \| 1 \| DNS \| — \| — \| 5 \| 3 \|                                                        |                 |                 |            |            |            |            |            |            |            |            |         |         |
| В таблице отражены места, занятые спортсменом на гонках кубка Белорусской федерации биатлона. Спр — спринт МС — масс-старт См — смешанная эстафета DNS — спортсмен был заявлен, но не стартовал DNF — спортсмен стартовал, но не финишировал LPD — спортсмен был снят с дистанции по ходу гонки (для гонок преследования и масс-стартов) DSQ — спортсмен был дисквалифицирован отм — гонка была отменена — — спортсмен не участвовал в этой гонке |                 |                 |            |            |            |            |            |            |            |            |         |         |
| Категория | 2018/2019 Итоги | 2018/2019 Итоги | Новогрудок | Новогрудок | Новополоцк | Новополоцк | Новополоцк | Новополоцк | Новополоцк | Новополоцк | Раубичи | Раубичи |
| Девушки 2000—2001 | Очков           | Место           | МС         | См         | МС         | См         | МС         | См         | Спр        | См         | МС      | См      |
| Девушки 2000—2001 | 106             | 1               | 2          | 9          | 2          | 9          | 1          | DNS        | —          | —          | 5       | 3       |